# Araeopus angulicornis
Araeopus angulicornis är en insektsart som först beskrevs av Pierre André Latreille 1807.  Araeopus angulicornis ingår i släktet Araeopus och familjen sporrstritar. Inga underarter finns listade i Catalogue of Life.